# Mateusz Patalas
Mateusz Patalas (...) è un giocatore di football americano polacco, di ruolo wide receiver.